# 1611 год в музыке
1611 год в музыке ознаменовался следующими значимыми событиями и новыми музыкальными произведениями.

## События
- 1 января — в Банкетном зале дворца Уайтхолл (Вестминстер) исполняется маска Бена Джонсона «Оберон, принц фей[англ.]» на музыку Альфонсо Феррабоско-младшего[англ.] и Роберта Джонсона[англ.], с костюмами, декорациями и сценическими эффектами Иниго Джонса. «Оберон» стал свидетелем появления в английском театре эпохи Возрождения сценических техник, которые стали стандартом для драматических постановок в последующие столетия.
- 3 февраля — в Уайтхолле исполняется ещё одна маска Джонсона/Джонса «Любовь, свободная от невежества и глупости[англ.]» на музыку Феррабоско.

## Публикации
- Томас Равенскрофт — Melismata (3-я часть коллекции народной музыки; Лондон: Томас Адамс)[1]

## Опера
- Джулио Чезаре Монтеверди[итал.] — «Похищение Прозерпины» (итал. Il rapimento di Proserpina; либретто Эрколе Марильяни)[2]

## Родились

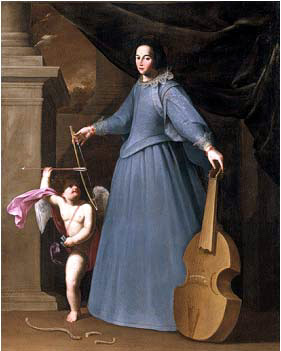
Портрет Элеоноры Барони.

- 22 июня — Пабло Бруна[исп.], испанский органист, хормейстер и композитор, ослепший в детстве после оспы (ум. в 1679)[3].
- 3 октября — Джованни Сальваторе — неаполитанский композитор, органист и педагог (ум. в 1688).
- Декабрь — Элеонора Барони, итальянская певица-сопрано, исполнительница на теорбе, лютне и виоле, единственная женщина — член Академия дельи Умористи (ум. в 1670).

Дата неизвестна
- Томас Брюэр[англ.], английский виолист и композитор, наиболее известный благодаря введению формы гли (ум. ок. 1660)[4].
- Андреас Хаммершмидт, немецкий лютеранский композитор и органист (ум. 1675)[5].

## Умерли

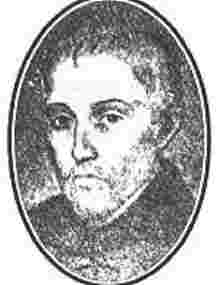
Томас Луис де Виктория.

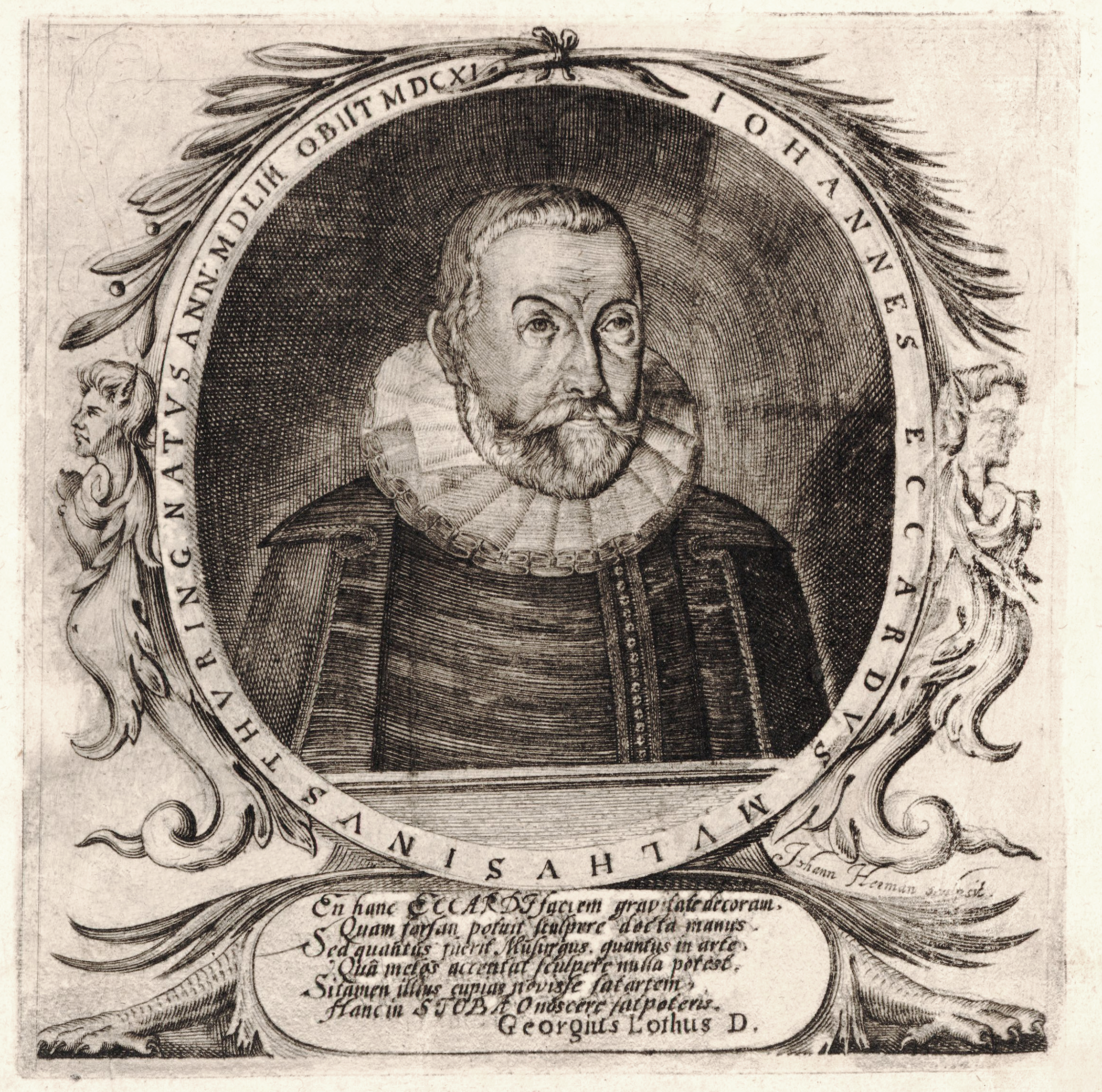
Йоганн Эккард.

- 15 марта — Иоахим Деккер[нем.], немецкий композитор и органист (род. ок. 1565).
- 2 мая — Генрих Компениус-старший[нем.], немецкий органостроитель, органист и композитор (род. ок. 1530/1540).
- Июль — Симон Лоэ[англ.], фламандский органист и композитор эпохи позднего Возрождения, работавший в Германии. Наиболее известен как один из первых представителей клавишной фуги (род. ок. 1550).
- 20 июля — Георг Гемелих[нем.] — немецко-австрийский органный мастер (год рождения неизвестен).
- 27 августа — Томас Луис де Виктория, испанский композитор и органист, крупнейший испанский музыкант эпохи Контрреформации. Один из ведущих представителей Римской школы, прозванный «испанским Палестриной». (род. ок. 1548).
- 12 сентября — Джулио Чезаре Габусси[итал.], итальянский композитор и капельмейстер (род. в 1555).

Дата неизвестна
- Ливия д'Арко[итал.], итальянская певица при дворе Альфонсо II д'Эсте в Ферраре (род. ок. 1565)
- Пьер-Франциск Карубель[фр.], французский скрипач и композитор (род. в 1556).
- Йоганн Эккард, немецкий композитор и капельмейстер, один из первых главных дирижёров Берлинской придворной капеллы (род. в 1553)
- Джозеффо Гвами, итальянский органист, скрипач, певец и композитор, один из крупнейших итальянских органистов конца XVI века, учитель (орган и композиция) Адриано Банкьери (род. ок. 1542).
- Петрус де Друсина[пол.] или Пётр Друсинский (пол. Piotr Drusiński), польский композитор из Данцига (род. ок. 1560)[6].

Предположительно
- Томас Манцинус (нем. Thomas Mancinus), немецкий библиотекарь и композитор (род. в 1550)[7].